# Káto Tragána
Káto Tragána (Kato Tragana) är en ort i Grekland.   Den ligger i prefekturen Nomós Aitolías kai Akarnanías och regionen Västra Grekland, i den centrala delen av landet, 200 km väster om huvudstaden Aten. Káto Tragána ligger 82 meter över havet och antalet invånare är 248. Den ligger vid sjön Límni Trichonída.
Terrängen runt Káto Tragána är varierad. Runt Káto Tragána är det ganska glesbefolkat, med 31 invånare per kvadratkilometer. Närmaste större samhälle är Agrínio, 8,3 km väster om Káto Tragána. 